# Henric Sanielevici
Henric Sanielevici (prenumele, de asemenea Henri, Henry sau Enric, numele de asemenea Sanielevich; n. 21 septembrie 1875 – d. 19 februarie 1951) a fost un jurnalist și critic literar român de origine evreiască, amintit, de asemenea, pentru activitatea sa în antropologie, etnografie, sociologie și zoologie. Inițial, un militant socialist din cercul politico-filosofic a lui Constantin Dobrogeanu-Gherea, el a încorporat alte influențe și în 1905 și-a creat propria revistă de critică literară, Curentul Nou. Sanielevici și prietenul său Garabet Ibrăileanu au fost printre fondatorii „Poporanismului”, o mișcare țărănească și orientată spre stânga. Cu toate acestea, Sanielevici se desprinde curând atât de marxism, cât și de agrarianism, criticând literatura română tradiționalistă, și prorocea neoclasicismul pentru oamenii muncii. Polemica puternică cu școala rivală a revistei Sămănătorul l-a izolat de alți poporaniști, pe care i-a denunțat în cele din urmă ca fiind „reacționari”. Mai multe controverse au înconjurat atitudinile sale ambigue din timpul Primului Război Mondial.
Din 1920, Sanielevici a fost o figură de stânga izolată, editând o versiune nouă a ziarului Curentul Nou și afiliându-se numai cu popularul cotidian Adevărul.